# Atherigona bispina
Atherigona bispina este o specie de muște din genul Atherigona, familia Muscidae. A fost descrisă pentru prima dată de Fritz Isidore van Emden în anul 1956. Conform Catalogue of Life specia Atherigona bispina nu are subspecii cunoscute.